# Gouvernement Manopakon Nitithada (2)
Siam
2e cabinet
(Manopakon Nitithada I) 4e cabinet
(Phot Phahonyothin I)
Le second gouvernement Manopakon Nitithada (thaï : คณะรัฐมนตรีมโนปกรณนิติธาดา 2) est le troisième gouvernement siamois, du 1er avril au 20 juin 1933.
Succédant à son premier gouvernement, Il est dirigé par Manopakon Nitithada, nommé par décret royal. Le gouvernement est annoncé et investi le jour même.
Il est ensuite remplacé par le premier gouvernement Phot Phahonyothin.

## Composition initiale
| Fonction                                  | Nom                            |
| ----------------------------------------- | ------------------------------ |
| Premier ministre Ministre du Grand Trésor | Manopakon Nitithada            |
| Ministre de la Défense                    | Sri Kamonnawin                 |
| Ministre des Affaires étrangères          | Thianliang Huntrakul           |
| Ministre de l'Agriculture et du Commerce  | Sathan Sanitwong               |
| Ministre de l'Éducation                   | Sanan Thephasadin na Ayutthaya |
| Ministre de l'Intérieur                   | Chit Sunthornworn              |
| Ministre de la Justice                    | Boonchuay Vanikkul             |
| Ministre sans portefeuille                | Prayoon Israsak                |
| Ministre sans portefeuille                | Wan Jarupa                     |
| Ministre sans portefeuille                | Plod na Songkhla               |
| Ministre sans portefeuille                | Phot Phahonyothina             |
| Ministre sans portefeuille                | Thep Phanthumsena              |
| Ministre sans portefeuille                | Sala Emasiria                  |
| Ministre sans portefeuille                | Wan Chuthina                   |
| Ministre sans portefeuille                | Plaek Khittasangkaa            |
| Ministre sans portefeuille                | Sin Kamonnawina                |
| Ministre sans portefeuille                | Bung Supachalasaia             |
| Ministre sans portefeuille                | Prayoon Phamonmontria          |

a  Membre du Khana Ratsadon.

## Évolution de la composition

### Ajustement du 18 juin 1933

#### Démissions
- Phot Phahonyothin, Thep Phanthumsen, Sala Emasiri et Wan Chuthin (ministres sans portefeuille).

#### Entrée au gouvernement
- Kab Sarayothin et Din Tharap, ministres sans portefeuille.

## Fin du gouvernement
Le gouvernement se termine brusquement par un coup d'État le 20 juin 1933, où Phot Phahonyothin prend le pouvoir. Manopakon Nitithada démissionne et fuit à Penang.